# Aurus Senat
Aurus Senat (рус. А́урус Сена́т) — российский автомобиль представительского класса, производящийся ФГУП НАМИ в Москве и «Соллерс Алабуга» в городе Елабуга (Татарстан).
Выпускается в двух типах кузова — седан «Aurus Senat» и лимузин «Aurus Senat Limousine». Бронированный лимузин Aurus Senat является основным служебным автомобилем президента и премьер-министра России. Имя для модели было выбрано по названию Сенатской башни Московского Кремля.

## Описание

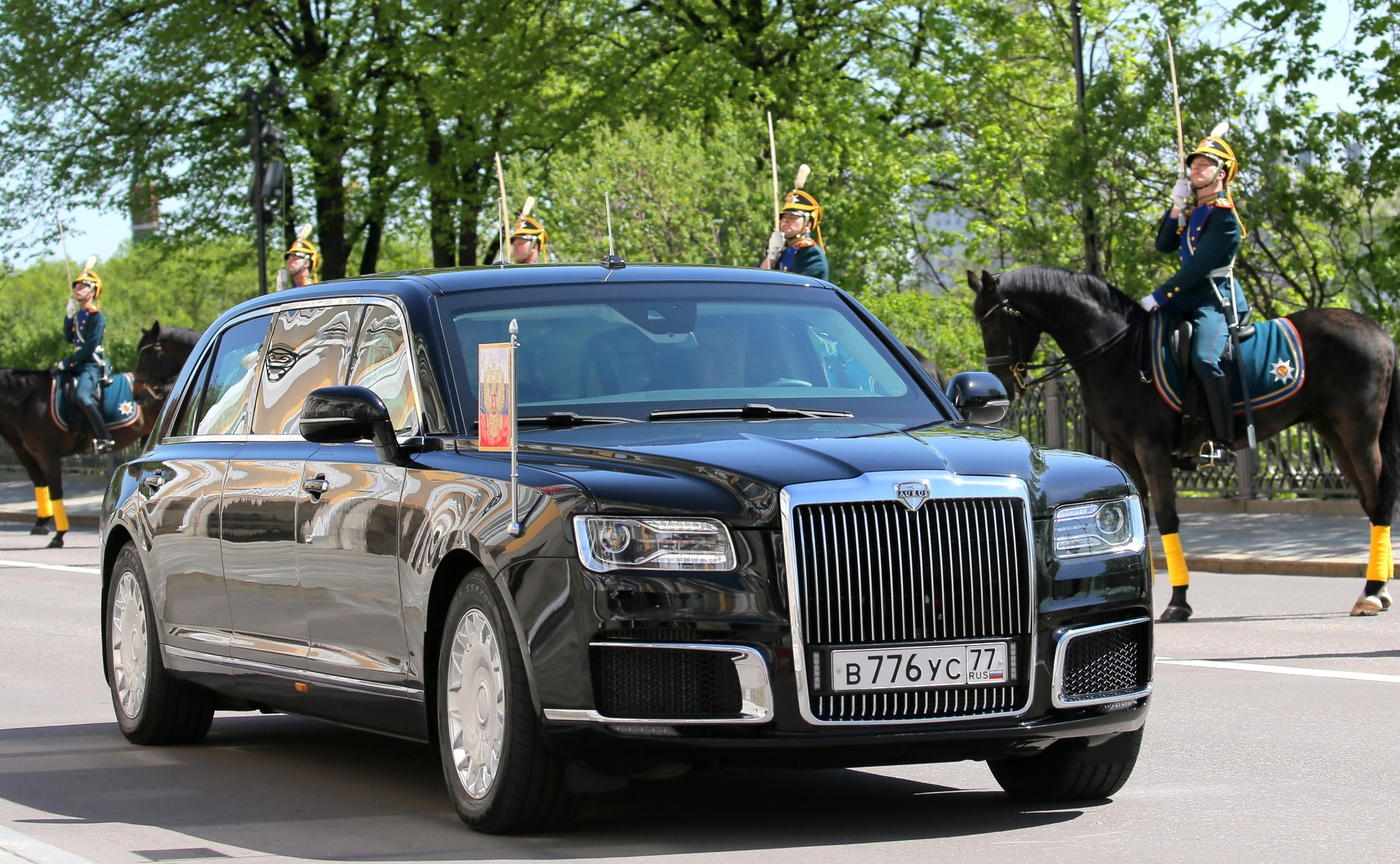
Лимузин Senat Limousine — служебный автомобиль президента России (7 мая 2018)

Разработка автомобиля Aurus Senat велась с 2012 года ФГУП «НАМИ» под руководством генерального директора М. Нагайцева, а с 2014 года — под руководством директора проекта, а впоследствии — генерального директора, С. Гайсина в рамках проекта «Кортеж» по созданию автомобилей представительского класса для поездок президента России. Впервые лимузин и седан Aurus Senat были представлены широкой публике во время церемонии инаугурации президента России 7 мая 2018 года.
Саммит Россия — США в Хельсинки 16 июля 2018 года стал первой зарубежной поездкой президента России, где были задействованы автомобили Aurus. Лимузины, седаны и микроавтобусы были заранее доставлены в столицу Финляндии на самолёте.
Aurus Senat был представлен на ММАС-2018 и Женевском международном автосалоне 2019 года. На базе седана «Aurus-412300 Senat» для Парада Победы сделаны шесть парадных кабриолетов «Aurus-412314».
Aurus Senat оснащён гибридной силовой установкой, включающей бензиновый турбомотор V8 объёмом 4,4 литра, разработанный Porsche Engineering. Планируется оснащение модели двигателем V12 разработки НАМИ рабочим объёмом 6,6 л, оснащённым четырьмя турбокомпрессорами и имеющим расчётную мощность 830 л. с.. В 2021 году был продемонстрирован прототип электромобиля Aurus Senat FCEV с водородным питанием (используется электропривод с питанием от топливных элементов, берущими кислород из воздуха, водород из бака и синтезирующими воду с выделением электрической энергии).
В августе 2019 года на открытии шоу-рума в Москве назвали базовую стоимость седана Aurus Senat — 18 млн руб. (около 275 тыс. $ по курсу на тот момент). В конце февраля 2021 года администрация официальной группы Aurus Russia в социальной сети ВКонтакте сообщила, что предварительные договоры заключаются по стоимости 22 млн руб. (примерно 296 тыс. $ по текущему курсу). Первые поставки клиентам серийных автомобилей елабужской сборки запланированы на май 2021 года.
В июле 2020 года появились кадры испытаний безопасности автомобиля в НАМИ. Автомобиль испытал фронтальное столкновение с барьером на скорости 64 км/ч. Несмотря на то что, по заверениям испытателей, «манекены остались целы», результаты испытания опубликованы не были.
С сентября 2020 года Aurus Senat начал использоваться в официальных мероприятиях главами субъектов Российской Федерации. В частности, белоснежный седан использовался во время инаугурации президента Республики Татарстан.
На базе Aurus Senat также был создан автомобиль-катафалк Aurus Lafet, который впервые был использован на похоронах главы МЧС Евгения Зиничева, погибшего 10 сентября 2021 года.
7 мая 2024 года продемонстрирован обновлённый автомобиль Aurus Senat Limousine.

## Награды
Лучший автомобиль 2022 и 2023 годов в Представительском/Люкс классе. Россия

## Фотогалерея

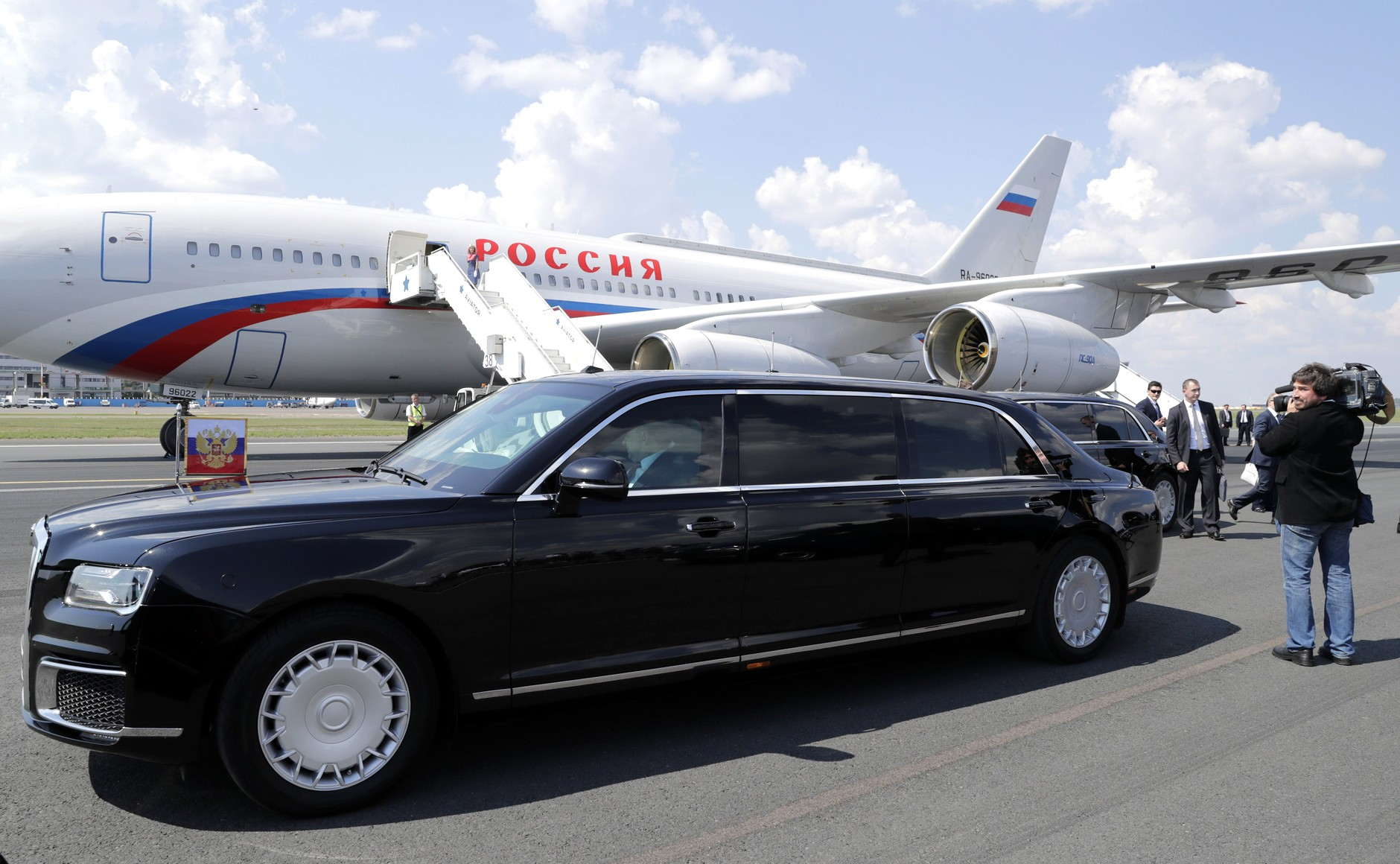
Автомобили Aurus на саммите Россия — США в Хельсинки в 2018 году
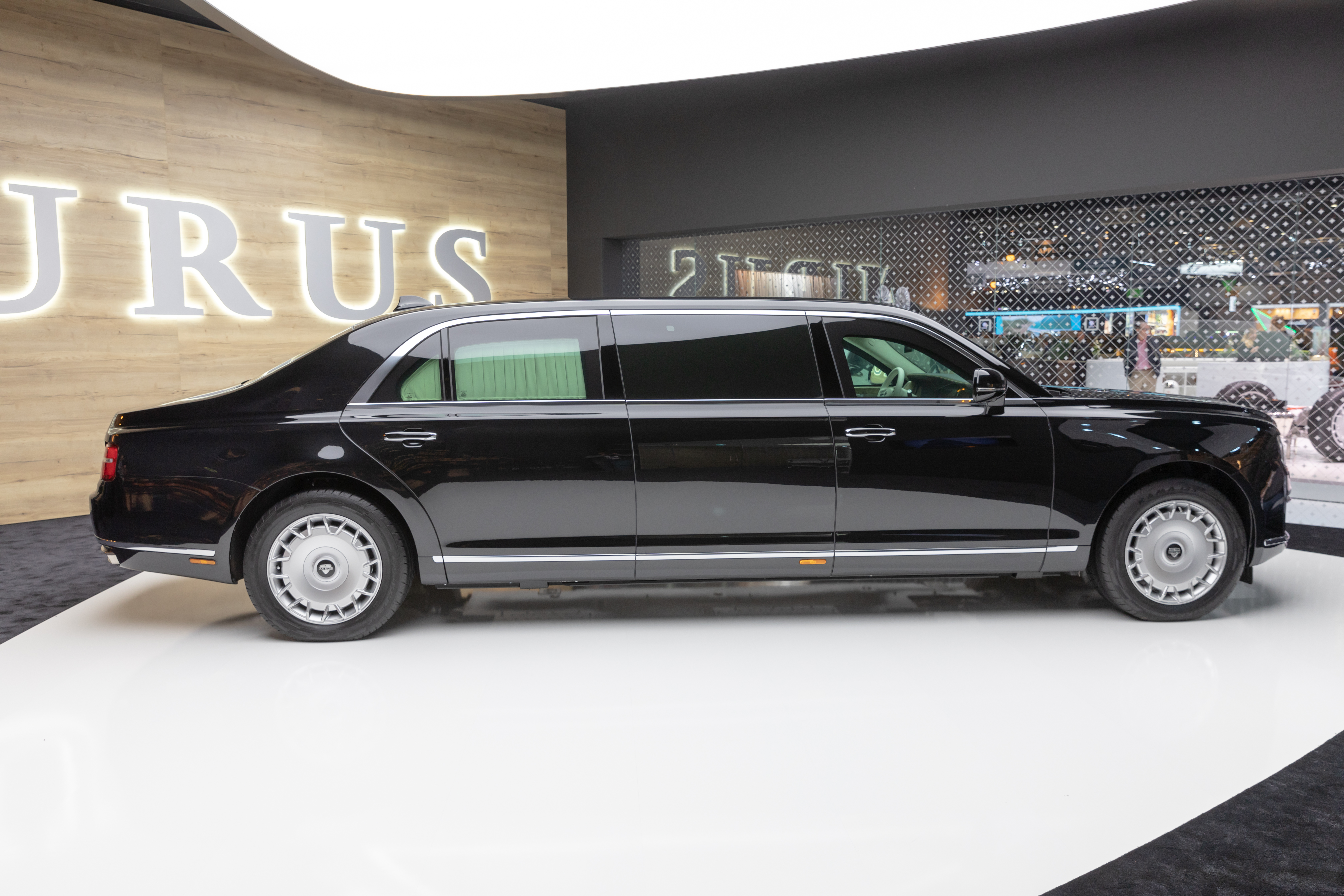
В 2019 году бронированный лимузин Aurus Senat экспонировался на Женевском автосалоне. Директор автосалона Андрэ Хефти назвал автомобиль «настоящим танком»
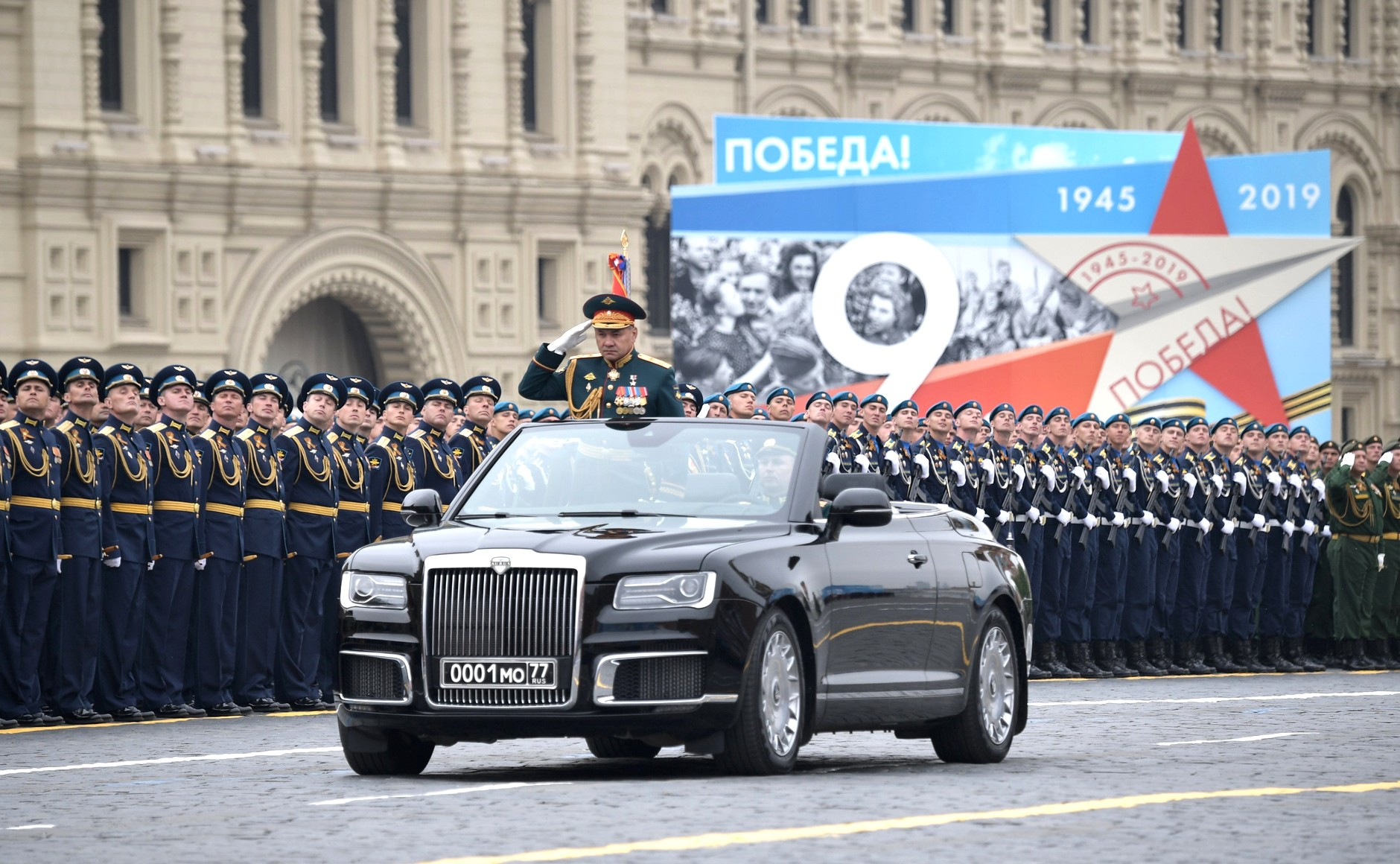
Дебют парадного кабриолета Aurus Senat на военном параде на Красной площади 9 мая 2019 года. На фото министр обороны России Сергей Шойгу совершает торжественный объезд войск
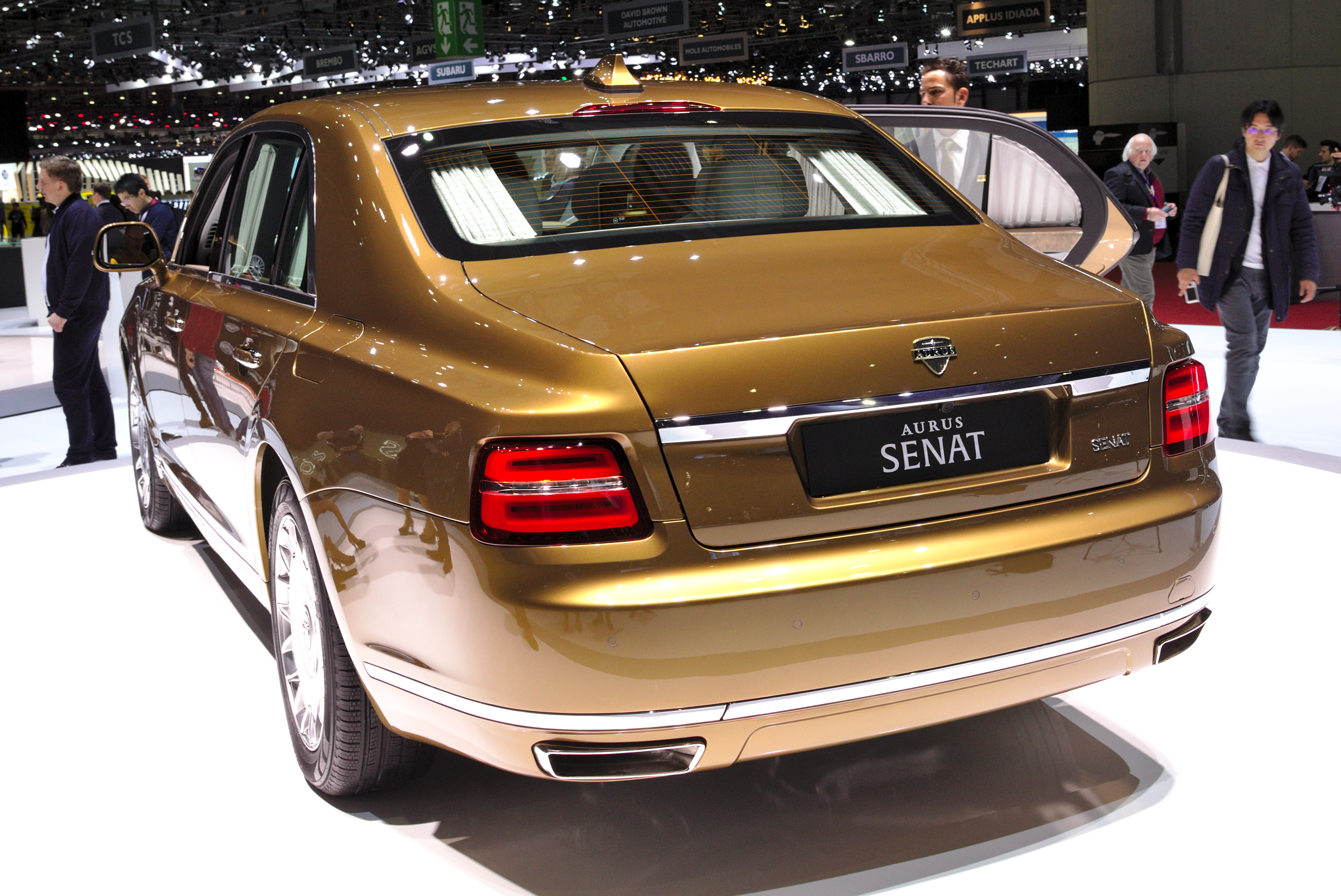
Aurus Senat, вид сзади
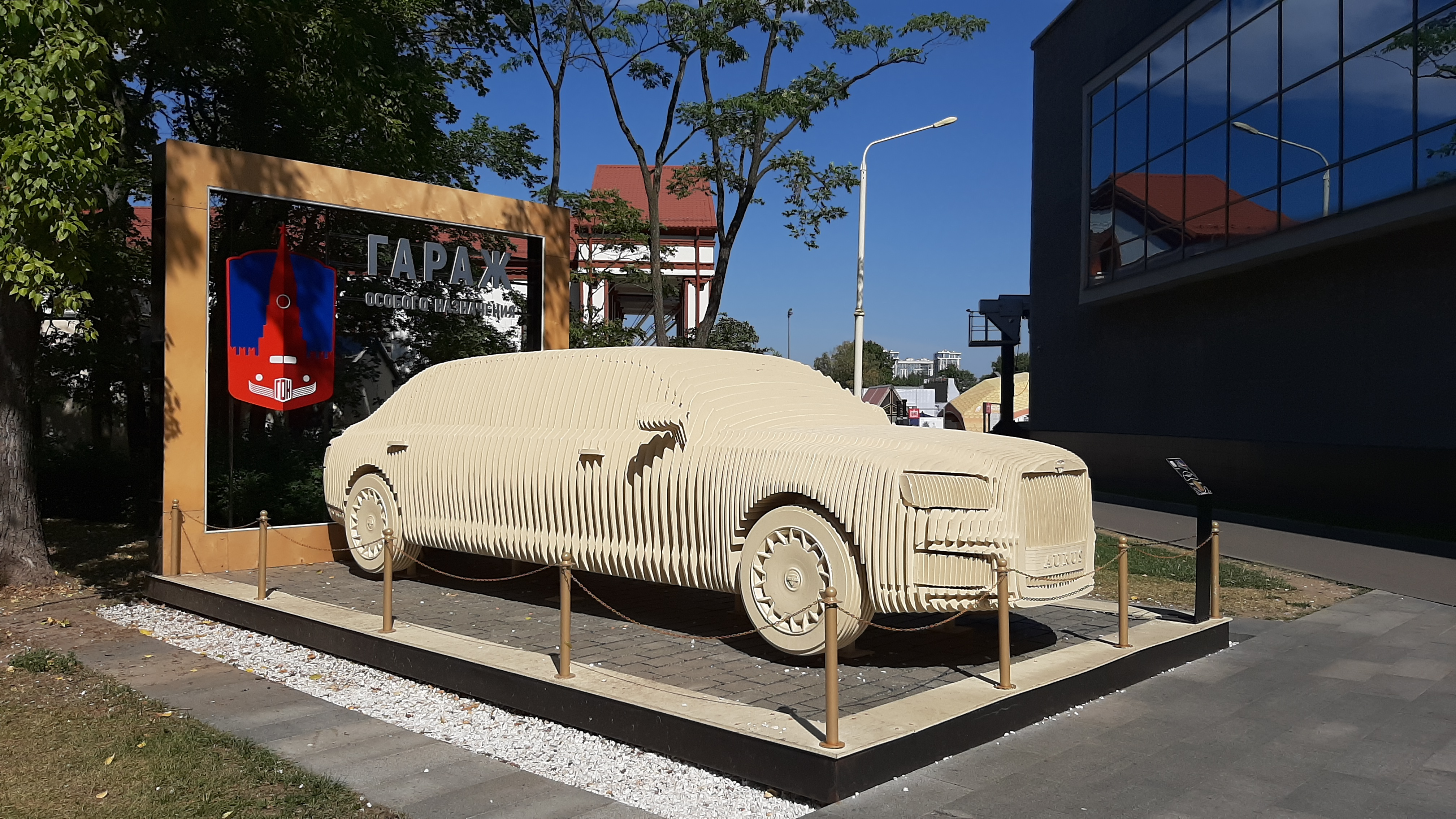
Деревянный макет лимузина Aurus Senat на ВДНХ
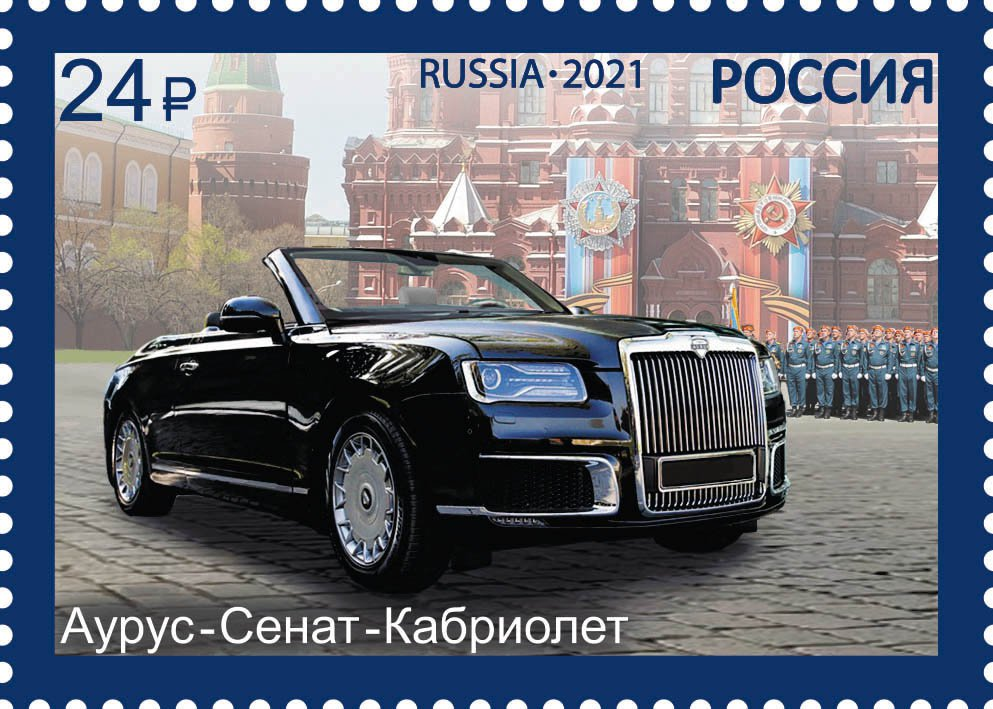
Почтовая марка 2021 год
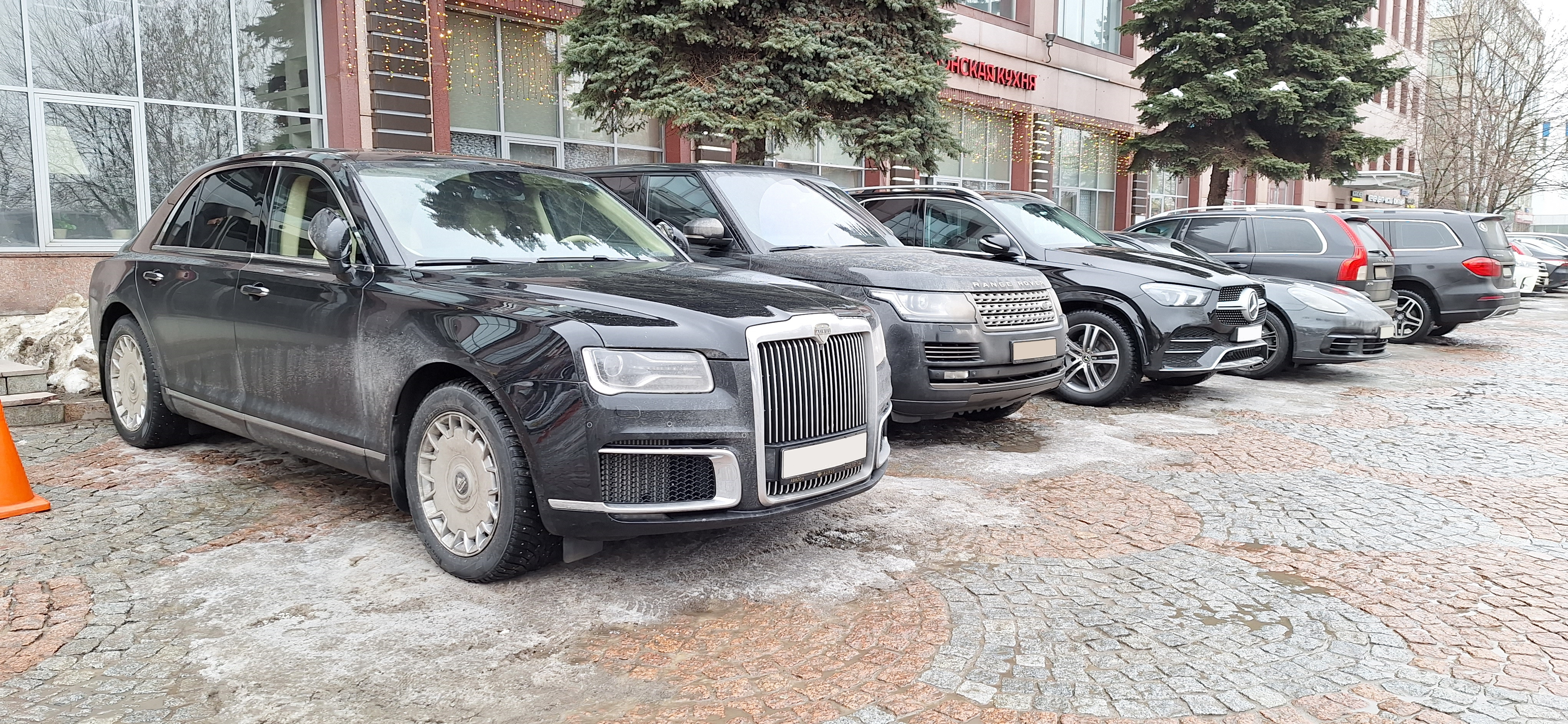
Припаркованный Aurus